# ヘレン・スズマン
ヘレン・スズマン（Helen Suzman、旧姓:ヘレン・ガブロンスキー、Helen Gavronsky、1917年11月7日 - 2009年1月1日）は、南アフリカ共和国の反アパルトヘイト（人種隔離政策）活動家、政治家。

## 経歴
1917年11月7日ヨハネスブルク近郊でリトアニア系ユダヤ人の移民の家庭に生まれる。 ウィットウォータースランド大学で経済学および統計学を学ぶ。20歳の時、モーゼス・スズマン博士（1994年死去）と結婚した。二人は年の離れた夫婦であったが、1944年、大学に講師として戻る前に二人の娘が生まれた。ヘレンは大学で教鞭を執ることを継続したいと望んでいたが、1953年に南アフリカ議会に統一党から立候補することとなり諦めざるを得なかった。1959年自由主義へ傾斜し、統一党を離党し進歩党に入党する。議員としての地盤はホートン（Houghton）選挙区であった。1961年から1974年まで進歩党唯一の議員として明確にアパルトヘイトに反対した。
アパルトヘイト反対によって、彼女は警察の監視対象となった。彼女の家はしばしば警察によって盗聴された。盗聴対策に口笛を吹いて対抗した。
スズマンは、ユダヤ系で英語を話す女性ということから、カルヴァン派のアフリカーナー男性を中心とする国民党支配下の議会にあっては、異端者であり続けた。彼女は院内における閣僚に対する質問で「南アフリカを困惑させるのは、私の質問でありません。あなたの答弁です。"It is not my questions that embarrass South Africa; it is your answers".」と述べている。
その後、議会内の白人アパルトヘイト反対派は大同団結し、進歩党とハリー・シュワルツの改革党が合併し進歩改革党（後の進歩連邦党）を結成した。以後、スズマンは進歩連邦党に所属し、議員在職は36年間、コリン・エグリンなど議会内自由主義者とともにアパルトヘイトを批判し、アパルトヘイト根幹法の一つで、16歳以上の黒人に出生、部族などを記した証明書の所持を義務付け、移動を制限したパス法の廃止などに尽力した。
1967年以降、ケープ半島沖のロベン島に収監中のネルソン・マンデラを訪問し続けた。1996年に新しい憲法が制定され、マンデラが署名したときにはその傍らに列席した。
スズマンは、偉大な南アフリカ人100名中24位に選ばれた。また、世界27カ国の大学から名誉博士号を授与され、1978年、国連人権賞を受賞。2度に渡ってノーベル平和賞の候補者にノミネートされた。このほか、国際的な宗教団体、人権団体などからたくさんの賞を受けた。イギリスのエリザベス2世からは、1989年大英帝国勲章を授与された。
2009年1月1日、ヨハネスブルクの自宅で死去した。91歳。  アチマト・ダンゴール・ネルソン・マンデラ財団専務理事は、スズマンの死を悼む談話を発表し「偉大な愛国者であり、アパルトヘイトに恐れず立ち向かった戦士」と故人の名誉を讃えた。
姪は女優のジャネット・サズマン。

## 関連事項
- 南アフリカ人の一覧 List of South Africans
- サハラ以南のアフリカのユダヤ人一覧 List of Jews from Sub-Saharan Africa
- 進歩党 (南アフリカ) Progressive Party (South Africa)